# Knappara
× Knappara, (abreviado Knp) en el comercio, es un híbrido intergenérico entre los géneros de orquídeas Ascocentrum × Rhynchostylis × Vanda × Vandopsis. Fue publicado en Orchid Rev. 94(1109) cppo: 8 (1986).